# Interpretação de Copenhaga

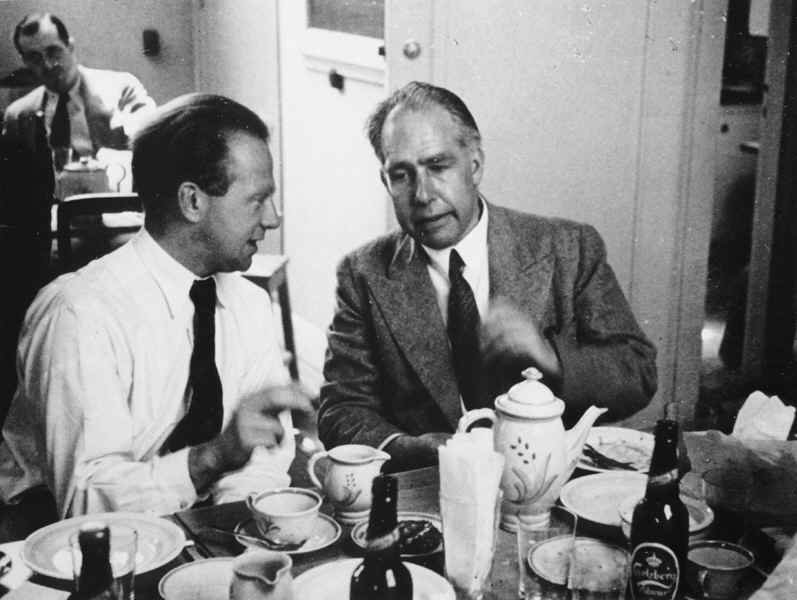
Werner Heisenberg e Niels Bohr.

A Interpretação de Copenhaga (português europeu) ou Interpretação de Copenhague (português brasileiro) é a interpretação mais comum da Mecânica Quântica e foi desenvolvida por Niels Bohr e Werner Heisenberg que trabalhavam juntos em Copenhaga em 1927. Pode ser condensada em três teses:
1. As previsões probabilísticas feitas pela mecânica quântica são irredutíveis no sentido em que não são um mero reflexo da falta de conhecimento de hipotéticas variáveis escondidas. No lançamento de dados, usamos probabilidades para prever o resultado porque não possuímos informação suficiente apesar de acreditarmos que o processo é determinístico. As probabilidades são utilizadas para completar o nosso conhecimento. A interpretação de Copenhaga defende que em Mecânica Quântica, os resultados são indeterminísticos.
2. A Física é a ciência dos resultados de processos de medida. Não faz sentido especular para além daquilo que pode ser medido. A interpretação de Copenhaga considera sem sentido perguntas como "onde estava a partícula antes de a sua posição ter sido medida?".
3. O ato de observar provoca o colapso da função de onda, o que significa que, embora antes da medição o estado do sistema permitisse muitas possibilidades, apenas uma delas foi escolhida aleatoriamente pelo processo de medição, e a função de onda modifica-se instantaneamente para refletir essa escolha.

A complexidade da mecânica quântica (tese 1) foi atacada pela experiência (imaginária) de Einstein-Podolsky-Rosen, que pretendia mostrar que têm que existir variáveis escondidas para evitar "efeitos não locais e instantâneos à distância". A desigualdade de Bell sobre os resultados de uma tal experiência foi derivada do pressuposto de que existem variáveis escondidas e não existem "efeitos não-locais". Em 1982, Alain Aspect levou a cabo a experiência e descobriu que a desigualdade de Bell era violada, rejeitando interpretações que postulavam variáveis escondidas e efeitos locais. Esta experiência foi alvo de várias críticas e novas experiências realizadas por Weihs e Rowe confirmaram os resultados de Aspect.
Muitos físicos e filósofos notáveis têm criticado a interpretação de Copenhaga, com base quer no fato de não ser determinista quer no fato de propor que a realidade é criada por um processo de observação não físico. As frases de Einstein "Deus não joga aos dados" e "Pensas mesmo que a Lua não está lá quando não estás a olhar para ela?" ilustram a posição dos críticos. A experiência do Gato de Schroedinger foi proposta para mostrar que a Interpretação de Copenhaga é absurda. A alternativa principal à Interpretação de Copenhaga é a Interpretação de Everett dos mundos paralelos.